# Secret Story
Secret Story è un album del musicista statunitense Pat Metheny, pubblicato dall'etichetta discografica Geffen nel 1992.

## Descrizione
L'album è interamente scritto e prodotto da Metheny il quale si avvale della collaborazione in ordine sparso di vari membri passati e presenti del Pat Metheny Group (Lyle Mays, Danny Gottlieb, Steve Rodby, Naná Vasconcelos, Paul Wertico e Armando Marçal), più vari turnisti e artisti del panorama jazz internazionale, tra cui Charlie Haden, Anthony Jackson, Toots Thielemans, Will Lee, Gil Goldstein, Tom Malone e Steve Ferrone. Tutti i brani presentano inoltre arrangiamenti orchestrali scritti e diretti da Jeremy Lubbock, eseguiti dalla London Orchestra.
Interamente strumentale, l'album presenta passaggi nei quali la voce umana è impiegata come strumento e parte degli arrangiamenti, aspetto già tipico dello stile di Metheny. Ad esempio, il brano di apertura Above the Treetops è in parte costruito attorno al campionamento di due frammenti di una preghiera in lingua khmer dal titolo: Preah Thong, cantata nella forma pinpeat tradizionale della Cambogia; l'introduzione e il finale del lungo brano Finding and Believing includono vocalizzi – filtrati attraverso un pitch shifter – che richiamano la world music; Akiko Yano, musicista jazz edochiana con cui Metheny aveva già collaborato in precedenza, è accreditata anche come autrice di una frase in lingua giapponese, da lei stessa bisbigliata in coda al brano che per titolo ha la sua traduzione letterale in inglese: As a Flower Blossoms (I Am Running to You).
Oltre alle quattordici tracce che compongono l'album originale, le sedute di registrazione di Secret Story fruttarono altri cinque brani, anch'essi orchestrati da Lubbock, che furono poi inclusi sotto forma di CD extra nell'edizione speciale dell'album pubblicata nel 2007.

## Tracce
Musiche di Pat Metheny.
1. Above the Treetops – 2:43
2. Facing West – 6:05
3. Cathedral in a Suitcase – 4:52
4. Finding and Believing – 10:00
5. The Longest Summer – 6:34
6. Sunlight – 3:53
7. Rain River – 7:09
8. Always and Forever – 5:26
9. See the World – 4:48
10. As a Flower Blossoms (I Am Running to You) – 1:53 (testo: Akiko Yano)
11. Antonia – 6:11
12. The Truth Will Always Be – 9:15
13. Tell Her You Saw Me – 5:11
14. Not to be Forgotten (Our Final Hour) – 2:22

Durata totale: 76:22
CD bonus (Deluxe Edition, 2007)
1. Back in Time – 5:22
2. Look Ahead – 4:01
3. Understanding – 2:14
4. A Change in Circumstance – 1:16
5. Et Si C'était la Fin (As if It Were the End) – 3:40

Durata totale: 16:33

## Musicisti
- Pat Metheny – chitarre, basso elettrico, sitar elettrico, piano, tastiere, Synclavier
- The London Orchestra diretta e arrangiata da Jeremy Lubbock
- Armando "Marçalzinho" Marçal – percussioni (tracce 1-7, 9, 12)
- Steve Rodby – contrabbasso, basso elettrico (tracce 4-7, 9, 11)
- Paul Wertico – batteria (tracce 4, 5, 7-9, 11)
- Naná Vasconcelos – percussioni (tracce 1, 4-5, 10-12)
- Steve Ferrone – batteria (tracce 3-5, 12)
- Will Lee – basso elettrico (tracce 4, 6, 12)
- Gil Goldstein – pianoforte (traccia 4) fisarmonica (traccia 7), direzione ottoni (traccia 9)
- Lyle Mays – pianoforte, tastiere (tracce 2, 6)
- Toots Thielemans – armonica a bocca (tracce 8, 11)
- Charlie Haden – contrabbasso (tracce 1, 8)
- Danny Gottlieb – piatti, percussioni (tracce 3, 11)
- Mark Ledford – voce (tracce 3, 4)

- Akiko Yano – voce (traccia 10)
- Ryan Kisor – tromba, flicorno (traccia 9)
- Mike Metheny – tromba, flicorno (traccia 9)
- Michael Mossman – tromba, flicorno (traccia 9)
- Dave Bargeron – trombone, tuba (traccia 9)
- Tom Malone – trombone (traccia 9)
- Dave Taylor – trombone basso (traccia 9)
- John Clark – corno (traccia 9)
- Andy Findon – flauto (traccia 7)
- Skaila Kanga – arpa (traccia 13)
- Anthony Jackson – basso a sei corde (traccia 9)
- Sammy Merendino – batteria (traccia 6)
- Orchestra pinpeat del Balletto Reale di Phnom Penh (campionamento, traccia 1)
- Coro del Palazzo Reale di Phnom Penh (campionamento, traccia 1)